# 阿古斯·苏瓦格
阿古斯·苏瓦格（1959年4月14日—），本名黄福寿（Oei Hok Sioe），印度尼西亚当代艺术家。1959年4月14日出生于中爪哇省普沃勒佐，从20世纪80年代末开始，阿古斯开始活跃于当代美术领域。他的创作被认为成功地在印度尼西亚复兴了视觉艺术类型。